# The Lillingtons
The Lillingtons — поп-панк-группа, образованная в 1995 году в городе Ньюкасл, штат Вайоминг. Участниками группы изначально стали вокалист и гитарист Коди Темплман, барабанщик Тим О’Хара, басист Кори Лоуренс, а позднее к ним присоединился ритм-гитарист Алекс Волонино.

## История
В начале карьеры группа состояла из Коди Темплана, Зака Роухойзера, Кори Лоуренса и Тима (Тимми Ви) О’Хары. Вчетвером они записали дебютный релиз I Lost My Marbles, спродюсированный Джоуи Кингом (англ. Joe King) из группы The Queers для его CD-сборника More Bounce to the Ounce. После ухода Зака группа продолжила работу в составе трех человек.
Первый полноценный альбом группы, названный Shit Out of Luck, был выпущен лейблом Clearview Records в 1996 году. После выхода дебютного альбома группа сместила свой лирический фокус. В 1999 году ребята приступили к записи нового альбома с продюсером и звукорежиссёром Мэссом Джиоргини (англ. Mass Giorgini). Запись была профинансирована группой и не принесла дохода лейблу. Результатом работы стал альбом Death by Television, вышедший 30 марта 1999 года. В альбом вошли песни на тематику научно-фантастических фильмов: «War Of The Worlds» и «Invasion Of The Saucermen», а также песни на другие ретро-темы, например, «X-Ray Specs». Лейбл Fat Wreck Chords предложил группе выпустить альбом, но на тот момент уже было принято другое предложение -  контракт с Panic Button Records, являющимся подразделением панк-лейбла Lookout! Records, руководили котрым Бен Визел и Джон Пирсон, известные по Screeching Weasel.
На протяжении слудующих двух лет группа активно гастролировала по различным панк-площадкам, и распалась после выхода совместного с Джиоргини и финального релиза на лебле Lookout! / Panic Button — пластинки на шпионскую тематику The Backchannel Broadcast, увидевшей свет в феврале 2001 года. В альбом вошла песня «Wait It Out», написанная Беном Визелом, и перезаписанная позднее группой The Riverdales для их пластинки Phase Three.
Джон Джагхед (из Screeching Weasel и Even in Blackouts) принимал участие в качестве второго гитариста во многих концертах туров Death by Television и Backchannel. Другими примечательными гостями этих туров стали Бен Визел (на The Fireside в Chicago, что стало его первым появлением на публике с 1995 года), и Лурх Нободи (англ. Lurch Nobody). Тимми Ви покинул группу после выхода Death by Television, и его заменил барабанщик Скотт Холубек из Остина, шатат Техас. Группа сыграла единственный концерт с Even in Blackouts в марте 2003 года. В мае 2003 года барабанщик Скотт Холубек также покинул группу, и новым барабанщиком стал Брендон Карлисл из группы Teenage Bottlerocket. В августе того же года группа заявила о прекращении деятельности.
Лейбл Red Scare Industries перевыпустил альбомы Death by Television и Backchannel Broadcast в 2005 году. На несколько лет группа прекратила свое существование, но в 2006 году её изначальный состав вновь объединился для записи и выпуска нового альбома The Too Late Show. Но этот "перезапуск" не предполагал туров в поддержку альбома по причине других проектов участников.
В настоящий момент Темплман является участником панк-рок группы Teenage Bottlerocket из Ларами, штат Вайоминг. Барабанщик Тимми Ви принимал участие в турах женского трио The Eyeliners из Альбукерке, штат Нью-Мексико, и играет в собственном проекте Stabbed in Back — панк-рок группе, на творчество которой оказали влияние ранние группы данного направления из Вашингтона.
Группа объединилась снова в 2013 году, чтобы сыграть на фестивале Riot Fest, а также принять участие в нескольких шоу на Северо-Востоке в 2014 году. В ноябре 2015 года ребята вопроводили The Queers на нескольких концертах. В начале января 2017 года группа анонсировала запись нового альбома. В апреле 2013 года стало известно, что альбом будет называться Project 313, а его релиз запланирован на лейбле Red Scare Industries 9 июня. 20 июня 2017 года группа объявила, что они заключили контракт с Fat Wreck Chords. Позднее, в октябре того же года, лейбл выпустил альбом группы Stella Sapiente.

## Дискография

### Студийные альбомы
- Shit Out of Luck (1996)
- Idiot Word Search (совместно с Nothing Cool) (1997)
- Death by Television (1999)
- The Backchannel Broadcast (2001)
- The Too Late Show (2006)
- Stella Sapiente (2017)

### Мини-альбомы
- I Lost My Marbles (1996)
- Lillington High (1996)
- Project 313 (2017)
- Can Anybody Hear Me? (A Tribute To Enemy You) (2021)

### Сборники
- Technically Unsound (2005, box set)

### Участие в сборниках
- Joe King Presents: More Bounce To The Ounce (1997)
- I Can't Believe It's Not Water (1997)
- Lookout! Freakout (2000)
- Lookout! Freakout Episode 2 (2001)
- AMP Magazine Presents, Vol. 4: Punk Pop (2005)
- Punk Rock Generation, Vol. 2 (2007)
- Plea for Peace, Volume 2 (2007)
- Red Scare Industries: 10 Years Of Your Dumb Bullshit (2014)